# Nellore
Nellore là thành phố ở Đông Ấn Độ, ở Đông Nam bang Andhra Pradesh, toạ lạc bên sông Penner, phía Đông vịnh Bengal. Nellore là một trung tâm thương mại quan trọng mua bán các sản phẩm như bông và hạt có dầu. Thành phố được kết nối với hệ thống đường sắt và đường bộ quốc gia. Sân bay quốc tế gần nhất nằm cách thành phố khoảng 130 km về phía Nam ở thành phố Chennai. Dân số thành phố là: 378.947 người.